# 薩摩川内市立川内北中学校
薩摩川内市立川内北中学校（さつませんだいしりつ せんだいきたちゅうがっこう）は、鹿児島県薩摩川内市花木町にある市立中学校。

## 概要
薩摩川内市の中央部に位置している中学校であり、周辺には新田神社や可愛山陵などがある。
2010年5月1日現在では734名が在籍しており、1学年あたり7学級から6学級及び特別支援学級が2学級設置されている。　

## 校章の由来
縦線の3本は川を示す。下部は北を表すとともに、鳥の若き翼をかたどっている。高き理想を求めて励みつつ、大空を雄飛する姿を念じている。

## 沿革
- 1947年（昭和22年）5月2日 - 亀山小学校の敷地内に川内市立川内北中学校として開校
- 2004年（平成16年）10月12日 - 薩摩川内市立川内北中学校に改称。

## 部活動
- 野球
- バレーボール（男・女）
- バスケットボール（男・女）
- 卓球（男・女）
- ソフトテニス部（男・女）
- ソフトボール部（女）
- 剣道
- 柔道
- 水泳
- サッカー
- 陸上
- 吹奏楽
- 美術

## 通学区域
亀山小学校の通学区域（花木町、宮内町、五代町の全域及び小倉町の一部）及び可愛小学校の通学区域（大小路町、若葉町、大王町、御陵下町、上川内町、国分寺町、東大小路町の全域及び原田町、高城町の各一部）、育英小学校の通学区域（原田町の一部、中郷一丁目から四丁目及び中郷町）が川内北中学校の通学区域にあたる。

## 著名な出身者
- 松下忠洋 - 日本の政治家（衆議院議員）[3]